# Villa Altoviti

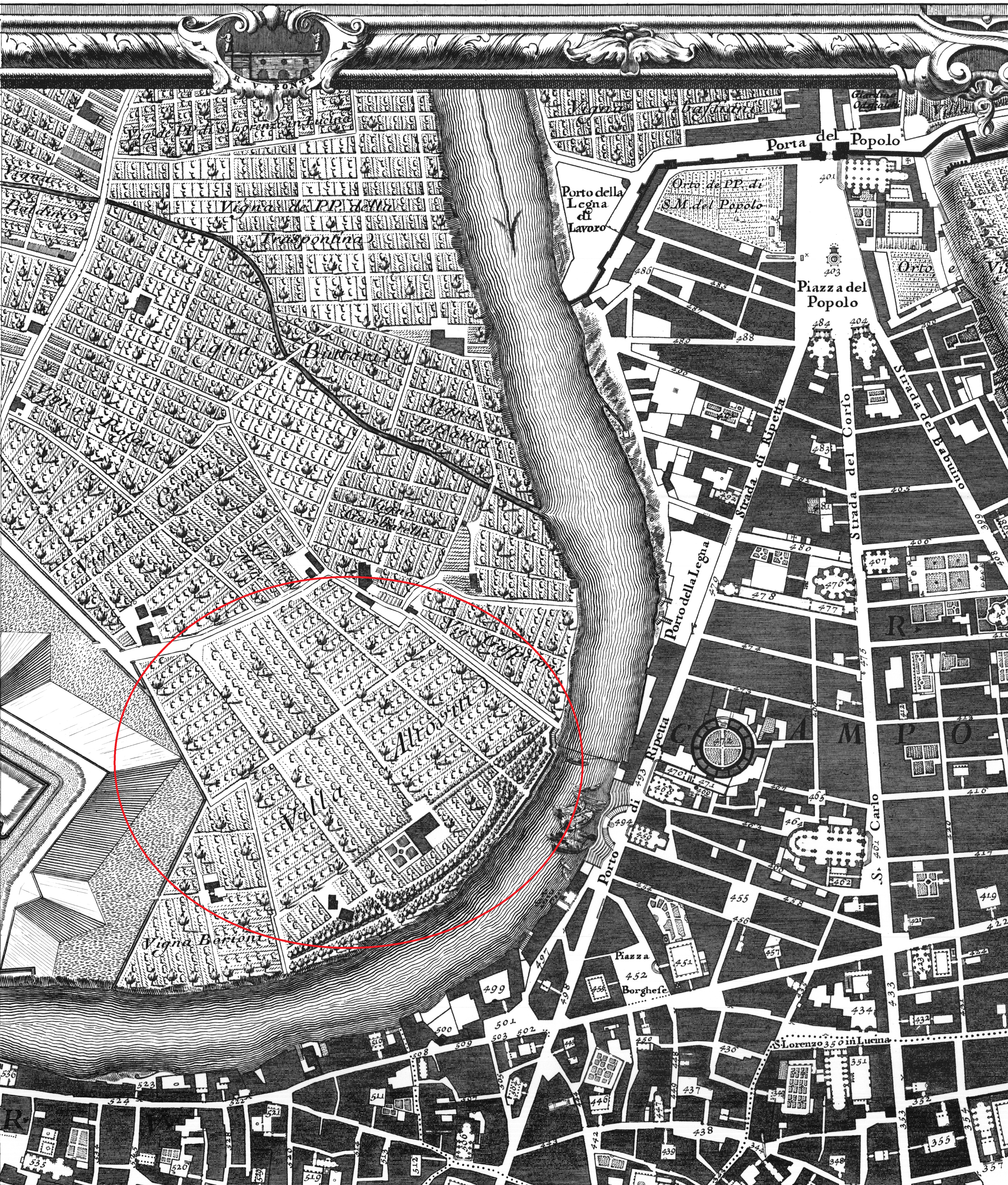
Villa Altoviti no Mapa de Nolli (1748). À esquerda, o Castel Sant'Angelo e à direita, as ruas que formam o "Tridente".

Villa Altoviti era uma villa localizada onde atualmente está o rione Prati de Roma, bem ao lado do Castel Sant'Angelo.

## História

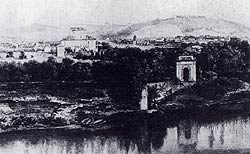
Daguerreótipo de 1841 mostrando o portal em primeiro plano e o palácio no fundo.

Os Altoviti era proprietários de uma esplêndida villa suburbana construída por volta do século XVI na região conhecida como Prati di Castelo. Às margens do Tibre ficava um portal a partir do qual, através de uma viela, se chegava ao palacete principal, conhecido como Palazzo Altoviti. Atrás dele ficava um jardim italiano riquíssimo em artefatos históricos recuperados nas escavações na Villa Adriana em Tivoli. O local era bastante famoso e foi reproduzido em diversas mídias na época, como num quadro de Gaspar van Wittel e um daguerreótipo de 1841. 
Depois de entrar em progressiva decadência no século XIX, a villa foi demolida em 1889 para permitir a construção dos muros de contenção e das novas marginais do Tibre e também do novo rione Prati.